# The Mills Brothers
(A) The Mills Brothers, (The Four Mills Brothers, Four Boys and a Guitar) egy afroamerikai dzsessz- és tradicionális pop kvartett volt. Több mint 2000 felvételt készítettek, amelyek mintegy 50 millió példányban keltek el, melyekből legalább három tucat aranylemez volt.

## Pályakép
A négy testvér Piqua városában, Ohio államban született. Apjuknak volt egy fodrászüzlete. A fiúk környéken kezdtek fellépni.
Egy alkalommal Harry Mills otthon felejtette a kazoo-ját, ezért megpróbálta utánozni a hangszert − kezével a száját eltakarva. A testvérek meglepődtek, amikor Harry szájából a kazoo után trombita hangját is meghallották. A következő  fellépéseiken már tubát, harsonát, és egy második trombitát is imitáltak.
Az előadás tökéletes volt a vaudeville számára, és a Mills Brothers számait a 20-as évek végén egy cincinnati rádióállomás sugározni kezdte.
New Yorkba költöztek és befutottak. 1931-32-ben nagy sikert aratott a Tiger Rag és a „Dinah” című kislemez (Bing Crosbyval). A Mills Brothers úgy szólt, mintha egy combo állt volna mögöttük.
John 1936-ban bekövetkezett hirtelen halála óriási csapást mért a csapatra, de az apa átvette a basszusgitáros szerepét, és Bernard Addison lett a csapat gitárosa.
a '30-as évek végére lanyhult a siker, bár duetteztek Ella Fitzgeralddal és Louis Armstronggal is.
Amikor aztán 1943-ban megjelent a „Paper Doll”, az az évtized egyik legnagyobb slágere lett (12 hét slágerlisták élén, és hatmillió eladott lemez).
A '40-es évek végére a Mills Brothers hagyományos zenekarokkal kezdett felvételeket készíteni. 1952-ben a „The Glow Worm” volt az utolsó nagy slágerük.
A Mills Brothers az amerikai populáris zene egyik leghosszabb ideig fennálló énekegyüttese volt. Az együttes hamarost popsikereket aratott, és évtizedeken át lenyűgözte a közönséget. Az eleinte „Négy srác és egy gitár” néven emlegetett együttes korai lemezei rá rá is volt írva, hogy valóban egyetlen hangszerük csak a gitár. Ezt szerintük azért kellett odaírniuk, mert az olyan kislemezeik, mint a „Tiger Rag” és a „St. Louis Blues” általuk előadott hangzása dixieland-combohoz jobban hasonlított, mint egy énekegyütteshez.
Berobbanásuk újdonságának elmúltával is bonyolult harmóniáik a hallgatók több generációiját ragadták meg.

## Tagok
Mills...
... Harry (1913-1982) (bariton, trombita)
... Herbert (1912-1989) (tenor, szaxofon)
... John Charles (1910-1936) (gitár, tuba)
... Donald (1915-1999) (tenor, szaxofon)

## Albumok
- Famous Barber Shop Ballads Volume One (1946)
- Famous Barber Shop Ballads Volume Two (1949)
- Souvenir Album (1950)
- Wonderful Words (1951)
- Meet the Mills Brothers (1953)
- Four Boys and a Guitar (1954)
- Louis Armstrong and the Mills Brothers (1954)
- Singin' and Swingin'  (1956)
- Memory Lane (1956)
- "Ninety-Eight Cents" and "I'm  the Guy" [single, 45 RPM]
- One Dozen Roses (1957)
- The Mills Brothers in Hi-Fi: Barbershop Ballads (1958)
- In a Mellow Tone (1958)
- Mmmm...The Mills Brothers (1958)
- Great Hits (1958)
- Sing (London, 1959)
- Merry Christmas (1959)
- Greatest Barbershop Hits (1959)
- Let Me Call You Sweetheart (1959)
- Great Hits (1958)
- Glow with the Mills Brothers (1959)
- Harmonizin' With (1959)
- Barbershop Harmony (1960)
- San Antonio Rose (1961)
- Yellow Bird (1961)
- Great Hawaiian Hits (1961)
- Sing Beer Barrel Polka and Other Golden Hits (1962)
- The End of the World (1963)
- Say Si Si (1964)
- Gems by the Mills Brothers (1964)
- Sing for You (1964)
- The Mills Brothers Today! (1965)
- The Mills Brothers in Tivoli (1966)
- These Are the Mills Brothers (1966)
- Anytime! (1967)
- The Board of Directors with Count Basie (1967)
- London Rhythm (1967)
- The Board of Directors Annual Report with Count Basie (1968)
- My Shy Violet (1968)
- Fortuosity with Sy Oliver (1968)
- Dream a Little Dream of Me (1968)
- Till We Meet Again (1968)
- Dream (1969)
- The Mills Brothers in Motion (1969)
- Cab Driver, Paper Doll, My Shy Violet (1969)
- No Turnin' Back (1970)
- What a Wonderful World (1972)
- A Donut and a Dream (1972)
- Louis and the Mills Brothers (1973)
- Half a Sixpence with Count Basie (1973)
- Opus One (1973)
- Cab Driver (1974)
- Inspiration (1974)
- 50th Anniversary (1976)
- The Mills Brothers (1976)
- Command Performance! (1981)
- Copenhagen '81 (1981)

## Filmek
- The Big Broadcast (1932)
- I Ain't Got Nobody (1932)
- Dinah (1933)
- When Yuba Plays the Rhumba on the Tuba (1933)
- Operator 13 (Marion Davies, Gary Cooper; 1934)
- Strictly Dynamite (1934)
- Twenty Million Sweethearts (1934)
- Broadway Gondolier (1935)
- Sing as You Swing (1937)
- Chatterbox (1943)
- He's My Guy (1943)
- Hit Tune Jamboree (1943)
- Reveille with Beverly (1943)
- Rhythm Parade (1943)
- Cowboy Canteen (1944)
- Lazy River (1944)
- The Fight Never Ends (1947)
- Daddy's Little Girl (1950)
- When You're Smiling (1950)
- The Mills Brothers on Parade (1956)

## Díjak
- 1998: Vocal Group Hall of Fame